# Drosophilinae
Drosophilinae Rondani, 1856, è una sottofamiglia cosmopolita di insetti dell'ordine dei Ditteri (Brachycera: Cyclorrhapha: Acalyptratae). Costituisce il gruppo principale in cui si suddivide la famiglia dei Drosophilidae, di cui comprende oltre tre quarti delle specie.

## Descrizione
Come nella generalità dei Drosophilidae, i Drosophilinae sono un raggruppamento morfologicamente eterogeneo di piccoli moscerini, con il corpo lungo pochi millimetri e la livrea dai colori variabili dal giallo al bruno al nero, recante pigmentazioni zonali sul torace e sull'addome.
Hanno capo globoso con occhi relativamente grandi e antenne con arista piumosa. Il torace è convesso, di aspetto compatto, le ali sono generalmente ampie, con cellula discale fusa con la seconda basale per l'assenza della medio-cubitale basale. La media e il terzo ramo della radio (R4+5) sono divergenti o, comunque non convergenti, il secondo ramo della radio (R2+3) è più o meno diritto oppure può presentare una marcata curvatura verso il margine costale. In alcune specie sono presenti vene trasversali che collegano la costa al secondo ramo della radio. L'addome è composto da sei uriti apparenti nel maschio e sette nella femmina.
| |
| Schema della nervatura alare in Drosophila funebris Fratture costali: cb: costagiale; hb: omerale; sb: subcostale. Nervature longitudinali: C: costa; Sc: subcosta; R: radio; M: media; Cu: cubito; A: anale. Nervature trasversali: h: omerale; r-m: radio-mediale; dm-cu: medio-cubitale discale. Cellule: br: 1ª basale; bm+dm: 2ª basale fusa con la discale; cup: cellula cup. |

La larva è apoda e acefala, di forma cilindrica, affusolata anteriormente, con tegumento bianco. Il pupario è lungo 2–5 mm, con profilo ellittico alla vista dorsale e leggermente convesso alla vista laterale.
I caratteri differenziali fondamentali sono individuati da Okada (1989) e Grimaldi (1990) nella chetotassi cefalica e in quella toracica:
- nel complesso delle tre setole fronto-orbitali, la reclinata posteriore, nei Drosophilinae, è prossima alla proclinata mentre è marcatamente distante dalla verticale interna; fanno eccezione i generi Microdrosophila e Zaprionus. Al contrario, negli Steganinae, questa setola orbitale è posizionata più indietro ed è più vicina alle due setole verticali rispetto all'orbitale proclinata.
- nella zona posteriore del mesoscuto, i Drosophilinae hanno perso le due setole acrosticali (setole prescutellari), presenti invece negli Steganinae. Fa eccezione il genere Scaptodrosophila, nel quale sono presenti le setole prescutellari.

Altri caratteri associati ai Drosophilinae sono i seguenti:
- setole sopracervicali sottili e ricurve;
- presenza del processo conico dorsale, sul primo flagellomero, inserito profondamente nel pedicello;
- episterno ventrale con una setola anteriore marcatamente più breve di quella posteriore oppure del tutto assente;
- addome delle femmine provvisti di stigmi nel settimo urite e privo di cerci.

## Biologia
La generalità dei Drosophilinae comprende forme saprofaghe allo stadio adulto e microfaghe-saprofaghe allo stadio larvale, associate a substrati organici in decomposizione con processi fermentativi in atto. I generi Scaptomyza e Lordiphosa comprendono anche specie con larve fitofaghe fillominatrici, mentre non vi sono fra i Drosophilinae forme entomofaghe.

## Sistematica
L'inquadramento sistematico dei Drosophilinae è stato per lungo tempo controverso a causa della difficoltà di individuare dei caratteri morfologici univoci per la definizione della sottofamiglia. Fra gli anni settanta e gli anni ottanta, gli studi condotti da Wheeler e da Okada, in diverse occorrenze, hanno gettato le basi di una sistematica fondata sulla cladistica. Attualmente si identificano i Drosophilinae in una delle due sottofamiglie in cui si suddividono i Drosophilidae, contrapponendola agli Steganinae. La più recente e significativa revisione, che suddivide i Drosophilidae in sottofamiglie, tribù, sottotribù e infratribù, è quella proposta definita da Grimaldi (1990). A Grimaldi si deve anche la sostanziale revisione del genere Drosophila, considerato parafiletico, con l'elevazione di alcuni sottogeneri e gruppi di specie al rango di genere (Lordiphosa, Scaptodrosophila, Hirtodrosophila, Idiomyia). 
Nel ventennio successivo, l'impianto tassonomico di Grimaldi è stato ulteriormente perfezionato con l'integrazione di ulteriori relazioni filogenetiche fra gruppi di generi e gruppi di specie, permettendo la definizione alcuni nuovi generi e l'inquadramento di alcuni incertae sedis, a cui hanno contribuito diversi entomologi fra cui lo stesso Grimaldi, lo svizzero Bächli e alcuni entomologi cinesi e giapponesi. Il quadro attuale, ancora incompleto e in pieno corso di sviluppo, è continuamente aggiornato in una complessa banca dati curata da Bächli (TaxoDros), che individua in quasi 3300 il numero di specie di questa sottofamiglia. 
La suddivisione sistematica dei Drosophilinae definita da Grimaldi è la seguente:
- Sottofamiglia Drosophilinae
  - Tribù Drosophilini
    - Sottotribù Colocasiomyina
    - Sottotribù Drosophilina
      - Infratribù Drosophiliti
      - Infratribù Laccodrosophiliti

  - Tribù Cladochaetini

La sottofamiglia comprende 41 generi ripartiti fra i sopracitati gruppi, oltre a tre generi incertae sedis. Dall'iniziale schema di Grimaldi è attualmente escluso il genere Sphyrnoceps, che Grimaldi incluse fra i Drosophilinae incertae sedis. La composizione della sottofamiglia, articolata nei suddetti gruppi sistematici, è attualmente strutturata secondo lo schema che segue. Per l'indicazione dei sinonimi e dei sottogeneri si rimanda alla trattazione generale della famiglia dei Drosophilidae.
- Sottotribù Colocasiomyina (Drosophilinae: Drosophilini):
  - Arengomyia Yafuso & Toda, 2008: 3 specie.
  - Colocasiomyia Meijere, 1914: 23 specie.
  - Baeodrosophila Wheeler & Takada, 1964: 5 specie.
  - Palmomyia Grimaldi, 2003: 1 specie.
  - Palmophila Grimaldi, 2003: 3 specie.
- Infratribù Drosophiliti (Drosophilinae: Drosophilini: Drosophilina):
  - Bialba Bock, 1989: 1 specie.
  - Calodrosophila Wheeler & Takada, 1964: 1 specie.
  - Celidosoma Hardy, 1965: 1 specie
  - Chymomyza Czerny, 1903: 56 specie.
  - Dettopsomyia Lamb, 1914: 15 specie.
  - Dichaetophora Duda, 1940: circa 60 specie.
  - Dicladochaeta Malloch, 1932: 1 specie.
  - Drosophila Fallén, 1823: presumibilmente, allo stato attuale, circa 1150.
  - Hirtodrosophila Duda, 1923: circa 160 specie.
  - Hypselothyrea Meijere, 1906: 30 specie.
  - Idiomyia Grimshaw, 1901: circa 420 specie.
  - Jeannelopsis Seguy, 1938: 3 specie.
  - Liodrosophila Duda, 1922: 64 specie.
  - Lissocephala Malloch, 1929: 32 specie.
  - Lordiphosa Basden, 1961: circa 60 specie.
  - Marquesia Malloch, 1932: 2 specie.
  - Microdrosophila Malloch, 1921: 77 specie.
  - Mulgravea Bock, 1982: 130 specie.
  - Neotanygastrella Duda, 1925: 18 specie.
  - Paraliodrosophila Duda, 1925: 5 specie.
  - Paramycodrosophila Duda, 1924: 16 specie.
  - Phorticella Duda, 1923: 12 specie.
  - Poliocephala Bock, 1989: 1 specie.
  - Protochymomyza Grimaldi, 1987 (estinto): 1 specie fossile.
  - Samoaia Malloch, 1934: 7 specie.
  - Scaptodrosophila Duda, 1923: circa 280 specie.
  - Scaptomyza Hardy, 1849: circa 260 specie.
  - Sphaerogastrella Duda, 1922: 10 specie.
  - Styloptera Duda, 1924: 10 specie.
  - Tambourella Wheeler, 1957: 3 specie.
  - Zaprionus Coquillett, 1901: circa 60 specie.
  - Zaropunis Tsacas, 1990: 1 specie.
  - Zygothrica Wiedemann, 1830: circa 130 specie.
- Infratribù Laccodrosophiliti (Drosophilinae: Drosophilini: Drosophilina):
  - Laccodrosophila Duda, 1927: 5 specie.
  - Zapriothrica Wheeler, 1956: 5 specie.
- Tribù Cladochaetini (Drosophilinae):
  - Cladochaeta Coquillett, 1900: circa 125 specie.
  - Diathoneura Duda, 1924: 39 specie.
- Drosophilinae incertae sedis:
  - Balara Bock, 1982: 1 specie.
  - Collessia Bock, 1982: 5 specie.
  - Miomyia Grimaldi, 1987 (estinto): 1 specie fossile.